# Barkol

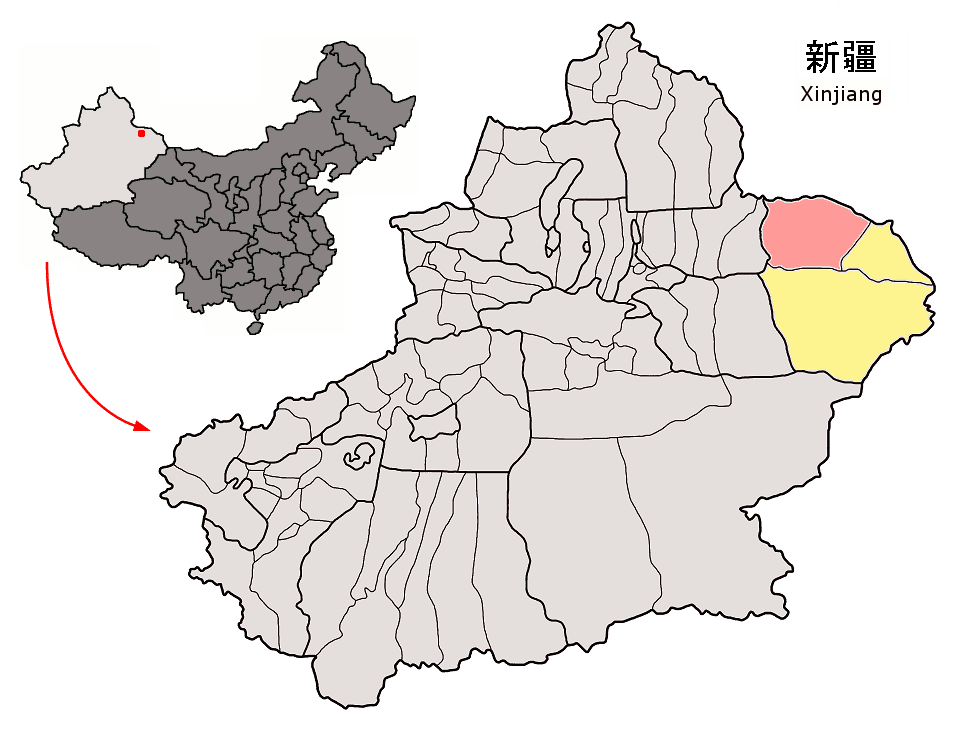
Lage von Barkol (rosa) in Xinjiang

Der Kasachische Autonome Kreis Barkol der Kasachen (chinesisch 巴里坤哈萨克自治县, Pinyin Bālǐkūn Hāsàkè Zìzhìxiàn; uigurisch باركۆل قازاق ئاپتونوم ناھىيىسى Barkɵl Ⱪazaⱪ Aptonom Naⱨiyisi; kasachisch باركول قازاق اۆتونوميالى اۋدانى) wurde am 1. Oktober 1954 gegründet. Er gehört zum Regierungsbezirk Kumul im Uigurischen Autonomen Gebiet Xinjiang der Volksrepublik China. Er liegt im Nordwesten des Regierungsbezirks, hat eine Fläche von 37.304 km² und zählt 75.442 Einwohner (Stand: Zensus 2010). Im Norden grenzt er an den Staat Mongolei, im Osten an den Kreis Aratürük, im Süden an die Stadt Kumul und im Westen an den Kasachischen Autonomen Kreis Mori des Autonomen Bezirks Changji der Hui. Das politische, ökonomische und kulturelle Zentrum Barkols ist die Großgemeinde Barkol; sie liegt im Südosten des Autonomen Kreises. Barkol ist bekannt für seine Kamel- und Pferdezucht. Das Barkol-Pferd ist in ganz China berühmt. Aufgrund der in China beispiellos großen Zahl von Trampeltieren trägt der Kreis auch den Beinamen „Kreis der zehntausend Kamele“.

## Administrative Gliederung
Der Kasachische Autonome Kreis Barkol besteht aus fünf Großgemeinden und sieben Gemeinden:
- Großgemeinde Barkol (巴里坤镇);
- Großgemeinde Burqunji (博尔羌吉镇);
- Großgemeinde Dahe (大河镇);
- Großgemeinde Küysu (奎苏镇);
- Großgemeinde Santanghu (三塘湖镇);

- Gemeinde Sar Qoke (萨尔乔克乡);
- Gemeinde Haiziyan (海子沿乡);
- Gemeinde Xialaoba (下涝坝乡);
- Gemeinde Dahongliuxia (大红柳峡乡);
- Gemeinde Baqiangzi (八墙子乡);
- Gemeinde Shirenzi (石人子乡);
- Gemeinde Huayuan (花园乡).

## Ethnische Gliederung der Bevölkerung Barkols (2000)
Beim Zensus im Jahr 2000 wurden in Barkol 85.964 Einwohner gezählt (Bevölkerungsdichte 2,24 Einwohner/km²).
| Name des Volkes | Einwohner | Anteil  |
| --------------- | --------- | ------- |
| Han             | 55.169    | 64,18 % |
| Kasachen        | 29.236    | 34,01 % |
| Mongolen        | 1.173     | 1,36 %  |
| Hui             | 164       | 0,19 %  |
| Uiguren         | 134       | 0,16 %  |
| Mandschu        | 26        | 0,03 %  |
| Tataren         | 22        | 0,03 %  |
| Russen          | 11        | 0,01 %  |
| Yi              | 9         | 0,01 %  |
| Sonstige        | 20        | 0,02 %  |

Ende 2003 war die Einwohnerzahl bereits auf ca. 100.100 gestiegen, während der Anteil der Kasachen auf 28,46 % sank, stieg der der Han-Chinesen auf 69,74 %.